# مورتيمر زوكرمان
مورتيمر زوكرمان (بالإنجليزية: Mortimer Zuckerman)‏ هو صحفي ورئيس تحرير وشخصية أعمال أمريكي، ولد في 4 يونيو 1937 في مونتريال في كندا.

## وصلات خارجية
- مورتيمر زوكرمان على موقع IMDb (الإنجليزية)
- مورتيمر زوكرمان على موقع الموسوعة البريطانية (الإنجليزية)
- مورتيمر زوكرمان على موقع إن إن دي بي (الإنجليزية)